# Henri-Georges Adam
Pour les personnes ayant le même patronyme, voir Adam (homonymie).
Henri-Georges Adam, né le 18 janvier 1904 dans le 3e arrondissement de Paris et mort le 27 août 1967 à Perros-Guirec, est un graveur et sculpteur non figuratif français de la nouvelle École de Paris qui a également réalisé de nombreuses tapisseries monumentales. 

## Biographie
Henri-Georges Adam naît à Paris le 18 janvier 1904 d'un père picard et d'une mère malouine. Durant son enfance il passe l'été à Saint-Malo ou Saint-Servan. En 1918 après avoir fréquenté l'école d'horlogerie il commence à travailler dans l'atelier de son père, bijoutier-orfèvre dans le quartier du Marais, où il apprend à ciseler et plus tard à graver. Il suit en 1925 des cours du soir à l'école de dessin de Montparnasse et après un passage aux Beaux-Arts est en 1926 professeur de dessin de la Ville de Paris. À partir de 1928 il fait des dessins satiriques et des caricatures politiques. “Son esprit de dérision cynique et apocalyptique est de la même nature que celui de Rouault qui illustre Miserere et Guerre. Anarchiste, pacifiste, antimilitariste, Adam renverse tous les tabous. Il se moque des mythes de la patrie, de la famille et de la religion”, note Waldemar George (Adam, 1968, p. 30). 
En 1934 Adam aborde la gravure, l'eau-forte puis le burin et fréquente les milieux surréalistes, André Breton, Louis Aragon, Paul Éluard. Il expose pour la première fois en 1934, préfacé par Jean Cassou et commence en 1936 un cycle de gravures violemment expressionnistes, Désastres de la guerre, autour de la guerre d'Espagne. En 1936 il adhère à l'Association des écrivains et artistes révolutionnaires (AEAR) où il rencontre les peintres Maurice Estève, Alfred Manessier, Édouard Pignon, Árpád Szenes. Il participe, aux côtés notamment de Picasso, Matisse, Rouault, Dufy, Fernand Léger, Chagall, Chaïm Soutine, Zadkine, Roger Bissière et Édouard Pignon, à l'exposition organisée autour du Quatorze Juillet de Romain Rolland, monté au théâtre de l'Alhambra, dont Picasso a peint le rideau de scène.

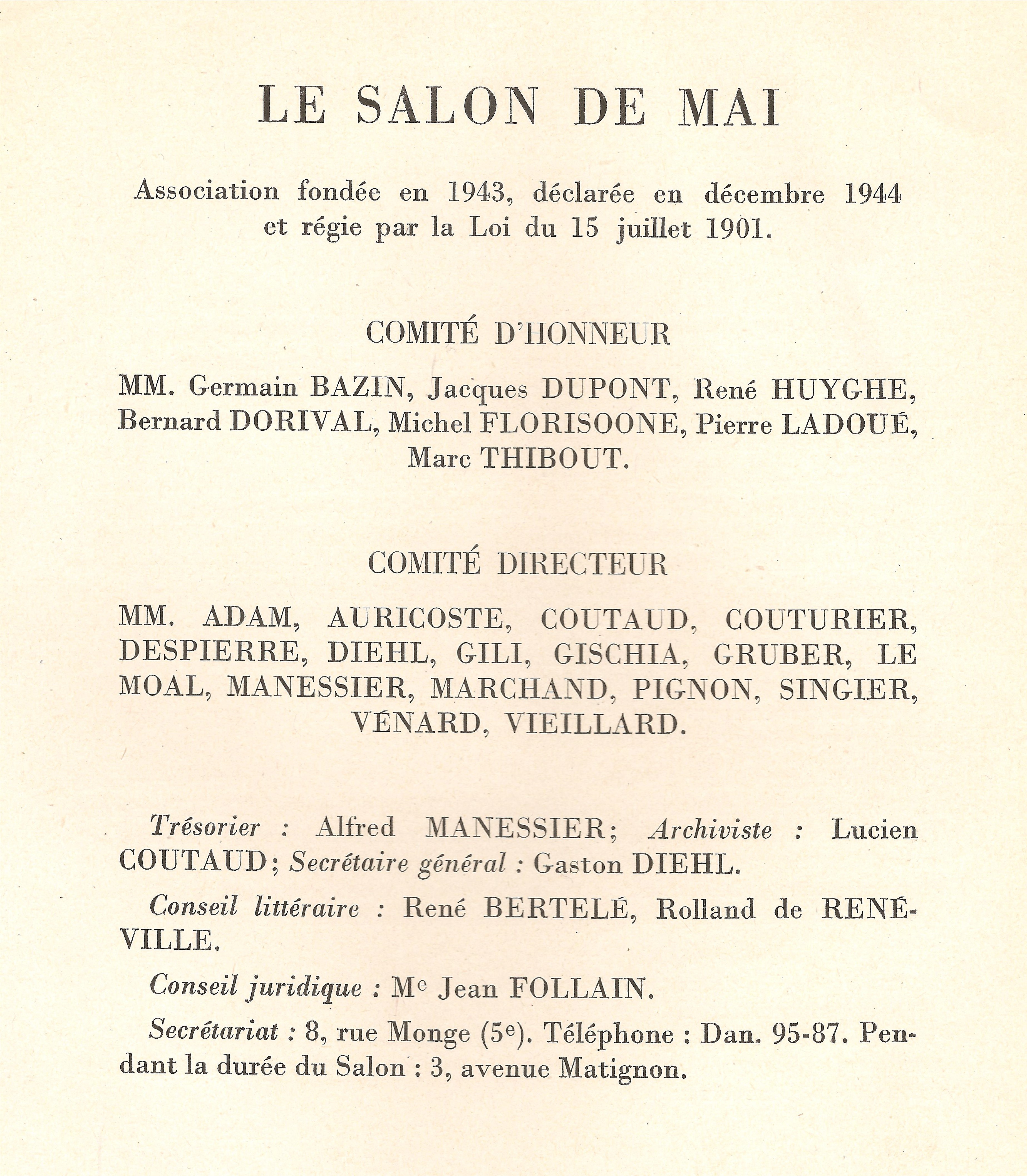
Premier Salon de Mai

Mobilisé en 1939, fait prisonnier, Adam est affecté comme infirmier auxiliaire à l'hôpital Saint-Jacques de Besançon où il réalise de nombreux dessins de chirurgiens, soldats et blessés, puis est libéré à la fin de 1940. Il aborde en 1942 la sculpture et est en octobre 1943, avec Gaston Diehl, Léon Gischia, Jean Le Moal, Manessier, Pignon, Gustave Singier l'un des quinze fondateurs du Salon de Mai. La même année il crée les décors et les costumes, les masques et deux statues de quatre mètres de hauteur pour Les Mouches de Jean-Paul Sartre que monte Charles Dullin. Le Gisant, hommage aux résistants et aux martyrs sculpté également en 1943, sera exposé au Salon de la Libération. Adam se lie alors d'amitié avec Picasso qui lui prête son atelier de la rue des Grands-Augustins où il travaille plus à l'aise jusqu'en 1950 et en 1948-1949 son domaine de Boisgeloup, près de Gisors, où, rompant avec toute description, il réalise parmi d'autres œuvres Le Grand Nu du Musée national d'art moderne. À partir de 1947 des tapisseries, en noir et blanc comme ses gravures, sont exécutées d'après ses cartons aux ateliers d'Aubusson, à la manufacture de Beauvais ou à la manufacture nationale des Gobelins. Adam invente à cette occasion une nouvelle technique qui permet d'obtenir sans avoir recours aux fils teints jusqu'à 9 variantes de gris par le seul dosage des fils noirs et des fils blancs juxtaposés.
En 1949 Adam présente une exposition d'ensemble de ses œuvres, fréquemment autour de formes féminines épurées, à la galerie Aimé Maeght et en 1952 ses gravures sur cuivre découpés, sur le thème des Mois de l'année, à la librairie-galerie La Hune, à Saint-Germain-des-Prés. De 1950 à 1955, il est professeur de dessin à Antony, ville dont un collège porte son nom aujourd'hui. Durant les années 1950, il forme de nombreux peintres et plasticiens (dont Raphy). 
Dès 1955 une première rétrospective de son œuvre est organisée au Stedelijk Museum d'Amsterdam. Adam développe en 1956 et 1957 l'une de ses plus célèbres suites de gravures, Dalles, Sable et Eau, autour des jeux de la mer, du sable et du granit de Penmarc'h, et la série de sculptures Mutations marines. Il réalise de nouvelles tapisseries pour l'ambassade de France à Washington en 1957, Méridien pour le Palais de l'UNESCO en 1958, Galaxie pour l'Agence Air France de New York en 1961. 

Vue du Signal, Musée d'art moderne André Malraux - MuMa, Le Havre

Après un projet pour un Monument du Prisonnier Politique Inconnu en 1951, Le Signal, érigé sur le parvis du MuMa - Musée d'art moderne André Malraux du Havre en 1961, qui mesure 22 mètres d'envergure et pèse près de 220 tonnes, est la première de ses œuvres monumentales . À partir de 1962 Adam multiplie les sculptures architecturales : Le Cygne blanc pour le Lycée Charlemagne (Lycée Hector Berlioz aujourd'hui) à Vincennes (1962), Obélisque oblique (1962) exposée au Pavillon de la France à l'Exposition de Montréal en 1967, un ensemble de sculptures et de tapisseries pour l'église de Moutier (Suisse) dont Manessier crée les vitraux (1963-1967), un Mur (22 mètres de long) et La Feuille pour le lycée de Chantilly (1965), Trois pointes effilées pour la cité scolaire de La Flèche (1965), un ensemble monumental pour Vichy (1960-1966), La Grande étrave pour la maison de la culture de Thonon (1966), Fontaine pour la Ville de Bihorel (1966), Le Minotaure pour la cité scolaire de Segré (1967), L'Oiseau de granit et La Grande Table de conférence pour le lycée technique de Saint-Brieuc (1967). Il crée également à partir de 1964 une dizaine de médailles pour le Club Français de la Médaille, notamment Pierre Boulez, Charles Garnier, Gustave Eiffel, Angkor, une vingtaine d'autres faisant l'objet d'éditions posthumes.
Adam est nommé en 1959 professeur de gravure puis professeur-chef d'atelier de sculpture monumentale à l'École nationale supérieure des beaux-arts de Paris. Il installe ses propres ateliers et ses presses à La Ville-du-Bois, près de Montlhéry, tandis que de nombreuses expositions de son œuvre sont présentées dans les musées français et européens. Faisant à partir de 1959 la synthèse de ses activités de sculpteur et de graveur Adam développe en 1961 une importante série de sculptures, Cryptogrammes. Les formes organiques incisées, qui apparaissent en clair sur les surfaces plus sombres y évoquent une écriture secrète constituée de signes dérivés de triangles, losanges, croisillons, arcs de cercle ou faisceaux de lignes. Une rétrospective de l'œuvre d'Adam est présentée en 1966 au Musée national d'art moderne de Paris, préfacée par Bernard Dorival. Trois de ses sculptures et la tapisserie Penmarc'h sont présentées l'année suivante à l'exposition de Montréal. Adam est emporté en pleine activité créatrice à l'âge de 63 ans par une crise cardiaque le 27 août 1967 à La Clarté, près de Perros-Guirec, et repose au cimetière du Mont-Saint-Michel, thème de sa dernière tapisserie (de plus de 4 mètres de hauteur sur 8 mètres de largeur). Parmi d'autres projets réalisés après sa mort une Grande étrave de bronze d'Adam (1966) a été dressée à l'entrée de la Faculté de Droit de Paris (Université Panthéon-Assas Paris II). Sa seconde épouse, née Yvette Avallon, est morte en 1994.

## Critique de son œuvre
« Sa technique depuis 1940 n'a pas varié : il reste fidèle à la matière, le cuivre rouge, qu'il découpe la plupart du temps pour dégager la forme, et à l'outil, le burin. Les surfaces sont couvertes de longues tailles rigoureusement parallèles que viennent recouper d'autres tailles. (…) De-ci de-là des gris reposent l'œil, obtenus par la surface même du cuivre non poli dont la rugosité est parfois relevée au papier d'émeri. Sous la presse, le papier se gonfle entre les formes, les sillons profondément creusés animent la surface. »
Bernard Gheerbrant, 1957.
« La densité de l'apport de Adam à l'art de notre temps ne réside pas dans la diversité des techniques mises en œuvre : gravure, sculpture, tapisserie et bien entendu dessin, mais dans l'unité, l'homogénéité qu'il établit entre ces disciplines diverses, dans sa volonté de synthèse monumentale, dans son désir de façonner des œuvres qui soient placées et qui vivent au milieu du public, dans sa nostalgie d'un art social. »
Georges Boudaille, Henri-Georges Adam, dans Cimaise no 56, Paris, novembre-décembre 1961, p. 36.
« Adam a mis fin au dilemme de l'art figuratif et non figuratif. Ses moyens d'expression sont abstraits. Par delà leur signification, ses formes conservent une valeur propre. Mais elles demeurent sensibles. Elle imitent la nature dans ses opérations et provoquent, sur le plan affectif, de puissantes résonances. »
Waldemar George, Adam, 1968, p. 24.

## Expositions (sélection)
- Adam, commissaire Jean Cassou, Musée des beaux-arts de Rouen, Rouen 1961-62[3]
- Adam, commissaire Bernard Dorival, Musée national d'art moderne (MNAM), Paris 1966[3]
- À la rencontre d'Adam, commissaire Pierre Dehaye, Hôtel de la Monnaie, Paris 1969[3]

## Collections publiques

### Belgique
- Musées royaux des Beaux-Arts de Belgique : L'Étrave II, sculpture.

### France
- Salle VI de la Maison de l'UNESCO à Paris : Méridien, tapisserie[4].

### Macédoine du nord
- Musée d'Art contemporain de Skopje.

### Suisse
- Musée d'Art et d'Histoire de Genève: Anse de la torche, gravure.

## Espaces publics

### Canada
- Obélisque oblique, Montréal[5].

### France
- La Tête noire, sculpture, Paris, rue de Lille.
- Le Grand cactus, bassin et sculptures, Vichy.

## Ventes d'atelier
Calmels Cohen, Drouot, 15 mars 2007
Desbenoit-Fierfort, Drouot, 8 novembre 2012